# Quamtana molimo
Espèce
Quamtana molimo est une espèce d'araignées aranéomorphes de la famille des Pholcidae.

## Distribution
Cette espèce est endémique du Lesotho.

## Description
Le mâle holotype mesure 1,65 mm.

## Étymologie
Son nom d'espèce lui a été donné en référence au lieu de sa découverte, Molimo Nhtuse.

## Publication originale
- Huber, 2003 : Southern African pholcid spiders: revision and cladistic analysis of Quamtana gen. nov. and Spermophora Hentz (Araneae: Pholcidae), with notes on male-female covariation. Zoological Journal of the Linnean Society, vol. 139, no 4, p. 477-527.